# Aulacofusus
Aulacofusus là một chi ốc biển, là động vật thân mềm chân bụng sống ở biển trong họ Buccinidae.

## Các loài
Theo Cơ sở dữ liệu sinh vật biển (WoRMS), các loài sau với danh pháp hợp lệ được xếp vào chi Aulacofusus:
- Aulacofusus brevicauda (Deshayes, 1832)
- Aulacofusus caerulescens Kuroda & Habe in Habe, 1961
- Aulacofusus calamaeus (Dall, 1907)
- Aulacofusus calathus (Dall, 1919)
- Aulacofusus capponius (Dall, 1919)
- Aulacofusus herendeeni (Dall, 1902)
- Aulacofusus hiranoi (Shikama, 1962)
- Aulacofusus nobilis (Dall, 1919)
- Aulacofusus ombronius (Dall, 1919)
- Aulacofusus periscelidus (Dall, 1891)
- Aulacofusus sapius (Dall, 1919)
- Aulacofusus schantaricus (Middendorff, 1849)